# Pars-lès-Romilly
Pars-lès-Romilly – miejscowość i gmina we Francji, w regionie Grand Est, w departamencie Aube.
Według danych na rok 1990 gminę zamieszkiwały 713 osoby, a gęstość zaludnienia wynosiła 40 osób/km².